# Langping, Guangxi
Langping (kinesiska: 浪平乡, 浪平) är en socken i Kina. Den ligger i den autonoma regionen Guangxi, i den södra delen av landet, omkring 270 kilometer nordväst om regionhuvudstaden Nanning.
Genomsnittlig årsnederbörd är 1 511 millimeter. Den regnigaste månaden är juni, med i genomsnitt 354 mm nederbörd, och den torraste är februari, med 20 mm nederbörd.